# Blondie Brings Up Baby
Blondie Brings Up Baby ist eine US-amerikanische Filmkomödie in schwarz-weiß aus dem Jahr 1939. Regie führte Frank R. Strayer, das Drehbuch schrieben Gladys Lehman und Richard Flournoy nach den gleichnamigen Comics von Chic Young und nach einer Geschichte, die Flournoy mit Karen DeWolf und Robert Chapin geschrieben hatte. Die Hauptrollen spielten Penny Singleton und Arthur Lake. Blondie Brings Up Baby ist der vierte Blondie Film.

## Handlung
J. C. Dithers, der Besitzer und Leiter einer Baugesellschaft, bemüht sich sehr, sich nicht mehr über seinen Angestellten Dagwood Bumstead zu ärgern, doch ohne Erfolg: Dieses Mal hat Dagwood eigenmächtig die Pläne für ein Großprojekt geändert. Er versichert, das mit Zustimmung des Käufers Mr. Cartwright getan zu haben, und dass die Änderungen der Firma 5 % mehr Gewinn einbringen würden. Doch Cartwright wollte schon lange von dem Kauf zurücktreten und nimmt die Änderungen als Grund, dies zu tun. Angesichts eines Verlusts von 90.000 Dollar bleibt Dithers nichts anderes übrig, als Dagwood ein weiteres Mal zu entlassen. Inzwischen hat ein Verkäufer für Enzyklopädien die Intelligenz von Dagwoods fünfjährigem Sohn Baby Dumpling „getestet“. Dabei kam er auf einen IQ von 168. Er macht Blondie, Baby Dumplings Mutter, ihre Verantwortung für den Werdegang ihres Sohnes klar. Eine wesentliche Grundlage dafür sei der Kauf der zwölfbändigen Enzyklopädie. Blondie kauft sie und beschließt, dass ihr Sohn umgehend in die Schule gehen muss. Noch am gleichen Tag bringt sie ihn zusammen mit Dagwood dorthin.
Baby Dumpling kommt mit einem blauen Auge aus der Schule zurück. Als Grund nennt er den Namen Baby „Dumpling“, vor allem aber, dass er von seiner Mutter zur Schule gebracht worden sei. Daher besteht er am nächsten Morgen darauf, alleine zu gehen. Begleiten darf ihn nur Daisy, der Hund der Familie. Er lässt Daisy vor dem Eingang zur Schule zurück, wo sie auf ihn warten soll. Sie wird allerdings von städtischen Hundefängern eingefangen und in ein Tierheim gebracht. Am nächsten Morgen gibt Baby Dumpling daher nur vor, zur Schule zu gehen, und sucht statt dessen nach Daisy. Auch Dagwood verlässt das Haus, damit er Blondie weiterhin verheimlichen kann, dass er seinen Job verloren hat. Er läuft aber eher ziellos umher, bis er zufällig auf Mr. Cartwright trifft, den er nach einem kurzen Gespräch niederschlägt. Als Blondie von der Schulleiterin angerufen wird, die nach Baby Dumpling fragt, will sie Dagwood in der Firma anrufen, erreicht aber nur Mr. Dithers, der ihr helfen will. Zusammen wollen sie eine Vermisstenanzeige aufgeben, treffen aber zunächst auf Cartwright, der ihnen sagt, dass Dagwood verhaftet wurde. Für seinen Angriff muss er 10 $ zahlen und sitzt nun im Gefängnis. Mr. Dithers bezahlt die Strafe, findet es aber gut, dass man Cartwright für so wenig Geld niederschlagen darf, und folgt Dagwoods Beispiel.
In der Zwischenzeit hat die Krankenschwester Mrs. White Daisy aus dem Tierheim geholt. Sie kümmert sich um die ebenfalls etwa fünf Jahre alte, im Rollstuhl sitzende Melinda Mason und findet, dass ihrer Patientin ein Hund helfen würde. So findet Baby Dumpling Daisy im Garten der Masons beim Spiel mit Melinda. Kurz darauf ruft Mr. Mason, der reiche Vater Melindas, Mrs. White und alle anderen Bediensteten zusammen. Als Mrs. White in den Garten zurückkehrt, sind Baby Dumpling, Melinda und Daisy fort. Daher treffen Dagwood und Blondie bei der Stelle für Vermisstenanzeigen auf Mr. Mason. Kurze Zeit später werden Baby Dumpling und Melinda im Garten der Bumsteads gefunden. Melinda sitzt auf einer Schaukel. Auf die Frage ihres Vaters, wie sie dahin gekommen sei, zeigt sie, dass sie mittlerweile ein paar Schritte gehen kann. Ihr Vater, der befürchtet hatte, dass sie das nie wieder können würde, ist so begeistert, dass er beschließt, eine Einrichtung für kranke Kinder zu bauen. Dagwood kann ihn davon überzeugen, dazu das von ihm modifizierte Gebäude zu kaufen. Dafür erhält Dagwood seinen Job mit einem Bonus zurück.
Running Gag mit dem Briefträger
Der verängstigte Briefträger überlegt sich schon, die Briefe für die Bumsteads zu zerreißen, doch dann beobachtet er, wie Daisy die Zeitung ins Haus bringt. Die Briefe nimmt sie aber nicht an. Also versucht er es an der Hintertür, wo er von Dagwood über den Haufen gerannt wird – Blondie hatte die Haustür nicht öffnen können.

## Hintergrund
Wie in vielen anderen Blondiefilmen auch, werden in Blondie Brings Up Baby junge Nachwuchsdarsteller getestet. Hier sind es Robert Sterling und Bruce Bennett. Auch die junge Peggy Ann Garner hatte hier einen ihrer ersten Auftritte. Für den ehemaligen Stummfilm-Star Helen Jerome Eddy war es dagegen eine ihrer letzten Rollen.
Blondie Brings Up Baby wurde vom 31. August bis zum 10. Oktober 1939 von Columbia produziert.
Für das Szenenbild in Blondie Brings Up Baby war Lionel Banks verantwortlich, die Kostüme kamen von Kalloch.
Blondie Brings Up Baby hatte am 9. November 1939 Premiere. Columbia übernahm auch den Vertrieb des Films. Über eine Aufführung im deutschsprachigen Raum ist nichts bekannt.

## Rezeption

### Kritiken
Blondie Brings Up Baby wird Erfolg in Familienkinos prophezeit, es sei aber auch für jede Doppelaufführung geeignet. Obwohl die erste Hälfte des Films ziemlich langsam sei, werde das durch die Action und das tiefe menschliche Interesse in der zweiten Hälfte mehr als ausgeglichen. Insgesamt wurde dem Film exzellente Unterhaltung bescheinigt, er folge den Schemata, die die Serie bis dahin gesetzt habe. Auch die Besetzung agiere gut, herausgehoben wird dabei Larry Simms, der seinem Alter entsprechend handle. Gelobt wird aber auch Penny Singleton. Auch Daisy sei wird als witzig wahrgenommen. Lob gibt es zudem für die Regie und die Kamera.
Spätere Kritiken sahen eine gute Mischung von Komödie, Drama und Pathos sowie gute Leistungen der Darsteller, was beides auf Frank R. Strayer zurückgeführt wird. Die normalen Screwballpossen enden wie im Märchen. Die Geschichte sei eine der komplizierteren der Serie, und es passiere sehr viel.